# Antonio Pinto (compositor)
Antonio Alves Pinto (Rio de Janeiro, 1967) é um compositor brasileiro. 

## Biografia
Antonio Pinto é filho do cartunista Ziraldo e irmão da cineasta Daniela Thomas. Aos 17 anos foi viver nos Estados Unidos, onde foi estagiário do compositor e pianista Philip Glass. Tornou-se um importante compositor de trilhas sonoras, tais como Central do Brasil, Cidade de Deus, Lord of War, O Amor nos Tempos do Cólera, The Perfect Stranger e The Host.

## Trilhas sonoras
- 1994: Menino Maluquinho - O Filme
- 1995: Socorro Nobre
- 1998: O Primeiro Dia
- 1998: Menino Maluquinho 2 - A Aventura
- 1998: Central do Brasil
- 1998: O Primeiro Dia
- 1999: Notícias de uma Guerra Particular
- 2001: Abril Despedaçado
- 2001: Palíndromo
- 2001: Onde a Terra Acaba
- 2002: Cidade dos Homens (seriado)
- 2002: Cidade de Deus
- 2002: Janela Aberta
- 2004: Nina
- 2004: Collateral
- 2003: Crónicas
- 2005: All the Invisible Children
- 2005: Jonny Zero (seriado) (música-tema)
- 2005: Lord of War
- 2006: 10 Items or Less
- 2007: Love in the Time of Cholera
- 2007: Cidade dos Homens
- 2007: The Perfect Stranger
- 2009: À Deriva
- 2010: Lula, o filho do Brasil
- 2010: Senna
- 2011: VIPs
- 2012: Plano de Fuga
- 2013: A Hospedeira
- 2013: Snitch (estrelado por Dwayne Johnson)
- 2013: Serra Pelada
- 2013: The People's Art Project (em parceria com Dudu Aram, Samuel Ferrari e Patrice Bart Williams)
- 2014: Trash - A Esperança Vem do Lixo
- 2015: Self/less (em parceria com Dudu Aram)
- 2015: Amy
- 2015: McFarland dos EUA
- 2016: Pequeno Segredo
- 2016: Custody
- 2017: Shot Caller (estrado por Nikolaj Coster-Waldau)
- 2018: O Mecanismo (série Netflix)
- 2018: Chacrinha: O Velho Guerreiro[2]
- 2019: O Menino Que Descobriu o Vento (Filme Netflix)
- 2021: Marighella

## Indicações e prêmios
| Ano  | Prêmio                             | Categoria              | Indicação                      | Resultado | Referências |
| ---- | ---------------------------------- | ---------------------- | ------------------------------ | --------- | ----------- |
| 2008 | Globo de Ouro                      | Melhor Canção Original | O Amor nos Tempos do Cólera    | Indicado  | [ 3 ]       |
| 2020 | Grande Prêmio do Cinema Brasileiro | Melhor Trilha Sonora   | O Juízo                        | Indicado  | [ 4 ]       |
| 2022 | Grande Prêmio do Cinema Brasileiro | Melhor Trilha Sonora   | Marighella                     | Indicado  | [ 5 ]       |
| 2022 | Grande Prêmio do Cinema Brasileiro | Melhor Trilha Sonora   | Acqua Movie                    | Indicado  | [ 5 ]       |
| 2025 | Grande Prêmio do Cinema Brasileiro | Melhor Trilha Sonora   | A Batalha da Rua Maria Antônia | Pendente  | [ 6 ]       |
| 2025 | Grande Prêmio do Cinema Brasileiro | Melhor Trilha Sonora   | Vitória                        | Pendente  | [ 6 ]       |